# Grotte de Raqefet

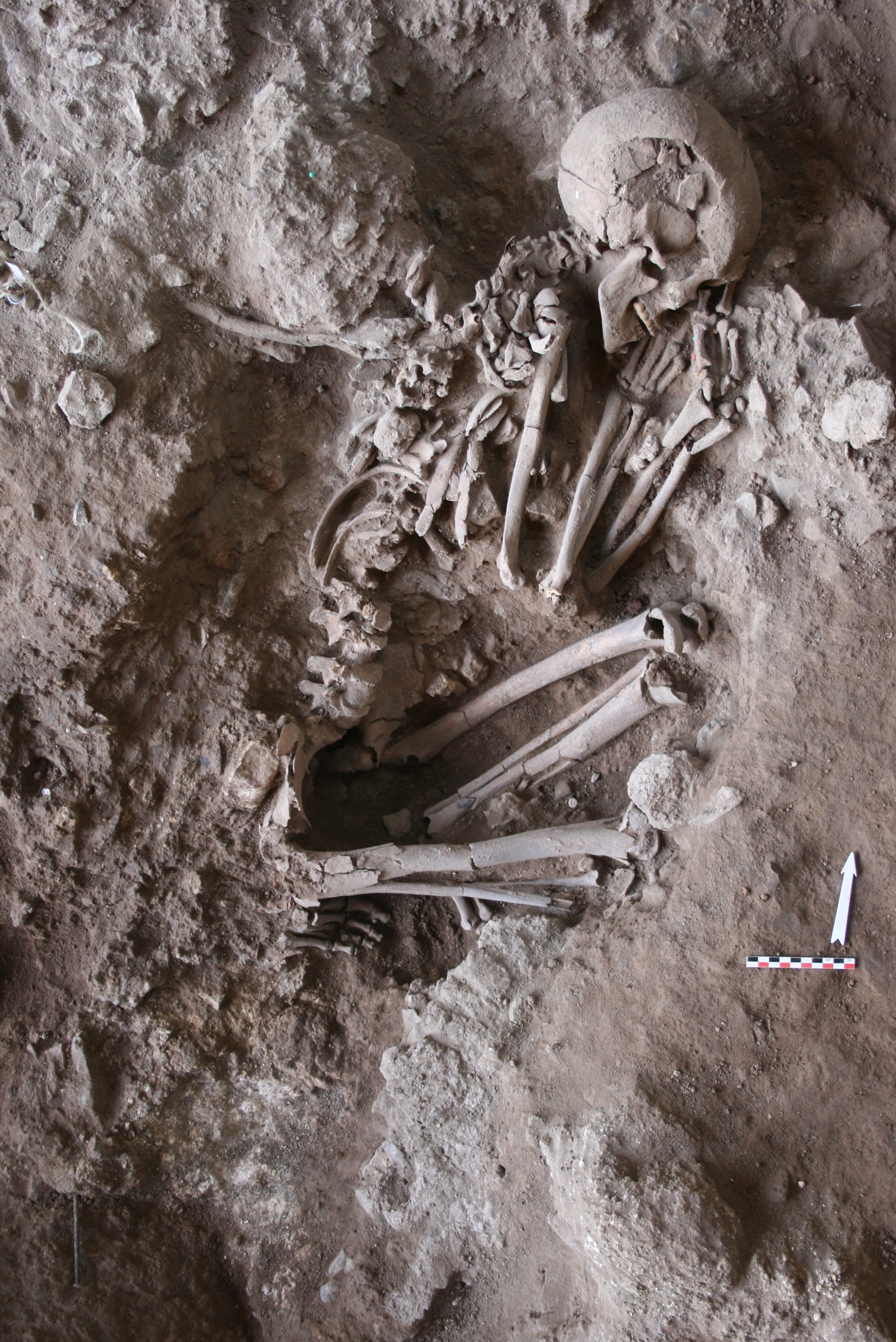
Reste humain dans le niveau Natoufien.

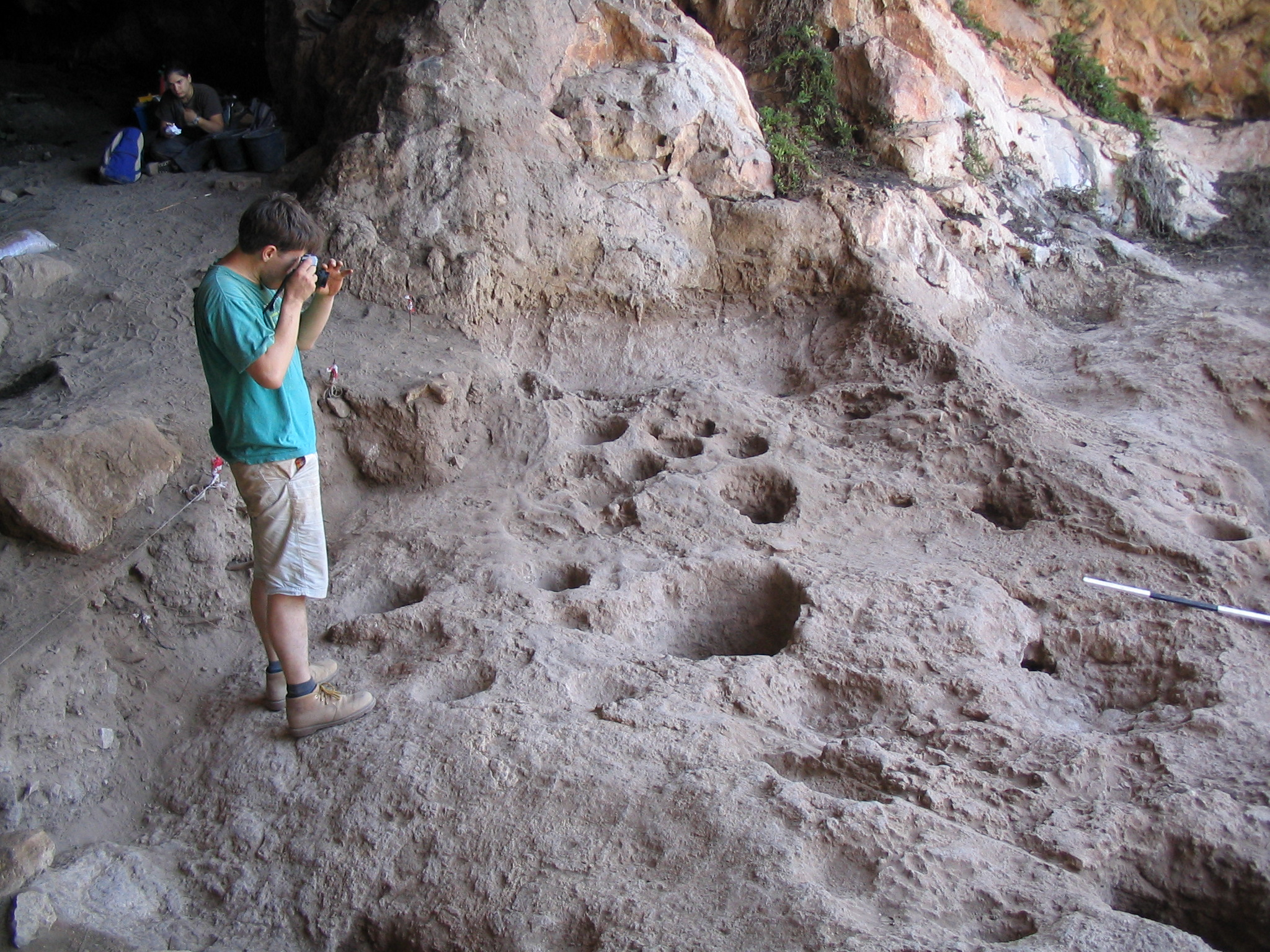
Trous ayant la fonction de mortiers en pierre pour la préparation du malt de bière.

La grotte de Raqefet est une grotte et un site archéologique datant du paléolithique supérieur situé sur le mont Carmel dans le nord d'Israël.
La grotte a livré des vestiges archéologiques des cultures du Moustérien, Aurignacien levantin et Natoufien. La période d'occupation la plus récente du Natoufien montre des signes de consommation de céréales avant l'apparition même de l'agriculture, ainsi que des restes de fermentation de céréales en vue d'une production de bière (la plus ancienne connue).
À la période natoufienne, sept types de plantes ont été consommées : blé, orge, avoine, légumineuses, fibres végétales comme les lins. 

## Historique des fouilles
Le site a été découvert en 1956 par Ya’aqov Olami. 